# Sisters (Oregon)
Sisters ist eine Stadt im Deschutes County im US-Bundesstaat Oregon und gehört zur Bend (Oregon) Metropolitan Statistical Area. Das U.S. Census Bureau hat bei der Volkszählung 2020 eine Einwohnerzahl von 3.064 ermittelt.

## Geschichte
Camp Polk wurde 1865 als militärischer Außenposten als Antwort auf die Indianerkriege mit den Paiute gegründet.
Der Name stammte von Polk County (Oregon), dem Heimatcounty des Kommandanten des Camps. Das Camp bestand aus einigen Hütten westlich von Squaw Creek, ungefähr 4,8 km nordöstlich der heutigen Stadt. Um 1870 siedelte Samuel Hindeman in dem Gebiet, der auch eine Poststation betrieb. 1888 wurde die Poststation von Camp Polk zum heutigen Standort verlegt und der Name wurde in Sisters geändert, angelehnt an die nahe gelegenen Three Sisters.
Der National Park Service führt für Sisters drei Bauwerke und Stätten im National Register of Historic Places an (Stand 11. Januar 2019), darunter die Sisters High School.

## Geographie
Durch die Südhälfte des Stadtgebietes verläuft der Whychus Creek. Westlich von Sisters erhebt sich das Gebirgsmassiv der Three Sisters.

## Demografische Daten

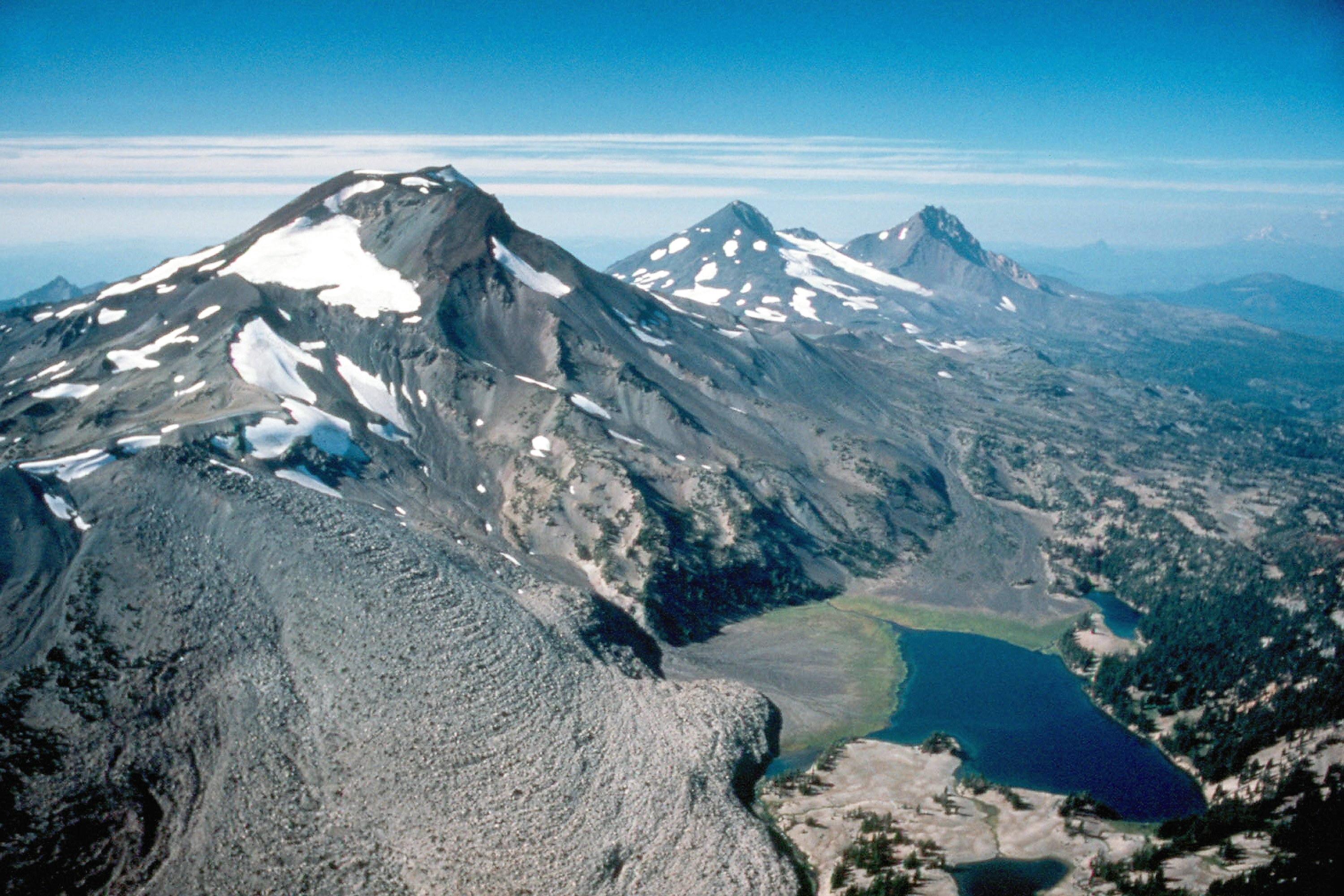
Die Three Sisters, die der Stadt ihren Namen gaben.

Nach der Volkszählung im Jahr 2000 lebten in der Stadt 959 Einwohner, 397 Haushalte und 262 Familien. Die Bevölkerungsdichte betrug 663/km². Ethnisch betrachtet setzte sich die Bevölkerung aus 95,83 % Weißen, 1,56 % Amerikanischen Ureinwohnern, 0,42 % Asiaten, zusammen; 0,83 % stammten von zwei oder mehr ethnischen Gruppen ab. 4,59 % der Bevölkerung waren spanischer oder lateinamerikanischer Abstammung.
Das jährliche Durchschnittseinkommen lag bei 35.000 USD, das Durchschnittseinkommen einer Familie bei 43.977 USD. Männer hatten ein Durchschnittseinkommen von 35.563 USD, Frauen 21.771 USD. Das Pro-Kopf-Einkommen lag bei 17.847 USD. 7,4 % der Familien und 10,4 % der Bevölkerung lebten unterhalb der Armutsgrenze. 2,3 % davon waren unter 18 und 10,7 % waren 65 oder älter.

## Bildung
Die vier Schulen im Stadtgebiet von Sisters werden durch den Sisters School District verwaltet.
- Sisters Elementary School
- Sisters Middle School
- Sisters High School
- Sisters High School Alternative Programs

Außerdem besteht in Sisters die Sisters Christian Academy.

## Sport und Freizeit
Ein Teil des Deschutes National Forest befindet sich auf dem Stadtgebiet. Pfade, die zum Wandern, Mountainbiken und Reiten einladen, führen von der Stadtgrenze in die Three Sisters Wilderness Area.
Einige Skigebiete liegen in der Nähe der Stadt.
Das Sisters Rodeo findet seit 1941 jährlich statt.

## Verkehr
i7
i11
i13

### Straße
- Oregon Route 242
- Oregon Route 126
- U.S. Route 20

### Luft
Der Sisters Eagle Air Airport ist ein öffentlicher Flugplatz, der sich 1,6 km nördlich der Stadt befindet und unter anderem als Basis für die Waldbrandbekämpfung verwendet wird.

## Töchter und Söhne
- Dan Fouts, ehemaliger professioneller American-Football-Spieler
- Chris Klug, Snowboarder
- Ken Ruettgers, ehemaliger professioneller American-Football-Spieler